# Sigma-sub-b
Sigma-sub-b sono due particelle della famiglia dei barioni scoperte da un gruppo di ricercatori al Tevatron, in funzione al Fermi National Accelerator Laboratory di Batavia, Illinois, coordinato da Petar Maksimovic.
Queste particelle sono composte una da due quark up e un bottom e l'altra da due quark down e un bottom.
Decadono molto rapidamente e, per la presenza di un quark bottom (tra i quark più pesanti), risultano essere i più pesanti della famiglia dei barioni: più pesanti di un atomo di elio, meno di un atomo di litio. 
Per rintracciare le due particelle  è stato necessario esaminare oltre 100.000 miliardi di collisioni protone-antiprotone.